# Valoració (escacs)
La valoració d'una partida, posició, o jugades d'escacs es fa, de banda dels comentaristes, fent servir símbols com ara el signe d'interrogació o el signe d'exclamació, per denotar si un moviment és bo o dolent. Els símbols emprats normalment són "??", "?", "?!", "!?", "!", i "!!". El símbol que toqui es juxtaposa en el text immediatament després del moviment (per exemple: Te7? o Rh1!?, vegeu notació algebraica).
L'ús d'aquests símbols és sempre en certa manera subjectiu, ja que diferents comentaristes empren els mateixos símbols de manera diferent. Fins i tot, l'ús dels símbols per un comentarista és sovint influït per la força de joc del jugador: una mala valoració posicional a la qual el comentarista hauria de donar un "??", si fos jugada per un Gran Mestre, podria passar sense comentaris. La valoració del comentarista tendeix també a estar influïda pel resultat de la partida; a l'11a partida del matx pel Campionat del món de 1972, Spasski va fer un moviment molt sorprenent, 14.Cb1, retrocedint amb el cavall a la seva casella inicial. Spasski va guanyar la partida, i els comentaristes invariablement varen donar al moviment dos signes d'exclamació. Edmar Mednis indica però que si Spasski hagués perdut la partida, el moviment hauria rebut molt probablement dos signes d'interrogació.

## Símbols d'avaluació dels moviments

### ?? (Greu errada)
El doble interrogant "??" indica una greu errada, un error molt dolent. Moviments típics que reben el doble interrogant són aquells que passen per alt si la dama és atacada o hi ha un escac i mat. Un moviment valorat amb "??" sovint porta a un jugador d'una posició guanyadora a unes taules o perdre, una posició de taules en una perdedora, o una posició perdedora eventual a perdre immediatament. Ocòrrer a tots els nivells de partides de tota mena de competidors humans, però només la majoria dels programes informàtics més bàsics cometen aquests errors obvis.

### ?! (Moviment dubtós)
Aquest símbol és similar a la "!?" (A baix), però en general indica que l'anotador creu que el moviment sigui objectivament dolent, encara que sigui difícil de refutar. El "?!" També s'utilitza sovint en lloc d'un "?" per indicar que el moviment no és del tot dolent. Un sacrifici que porta a un perillós atac que l'oponent ha de ser capaç de defensar-se si juga bé pot rebre un "?". Alternativament, això pot indicar un moviment que és realment dolent, però estableix un parany parany.